# 베르나르도 프로벤자노

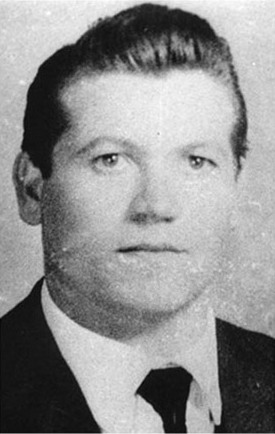

베르나르도 프로벤자노(Bernardo Provenzano, 1933년 1월 31일 ~ 2016년 7월 13일)는 이탈리아 마피아의 거물로, 43년간 사법당국의 추적을 피해 도피하면서도 조직을 이끌어 얼굴없는 '보스'로 불리는 인물이다. 살인 혐의 등으로 기소돼 이미 종신형이 선고된 인물이며, 이탈리아 경찰은 지난 1993년 소탕된 시칠리아 마피아 보스들의 계보를 그가 계승한 것으로 보고 있다. 프로벤자노는 할리우드의 갱 영화 '대부'의 모델인, 마피아가문 '콜레오네 패밀리'의 일원으로 알려지고 있다.
그는 2006년, 4월 11일, 본거지인 남부 시칠리아섬의 레온 부근에서 경찰에 체포되었다. 범죄인이다.